# 川尻町 (熊本県)
川尻町（かわしりまち）は、熊本県の南部、飽託郡にかつてあった町である。

## 地理
- 河川：木部川、加勢川、天明新川

## 歴史
- 1889年4月1日 - 町村制が施行。一町単独町制により飽田郡川尻町が発足。
- 1896年 - 郡制施行に伴い、飽田郡と託麻郡が合併し飽託郡となる。
- 1940年12月1日 - 熊本市に編入。

## 学校
- 川尻小学校（のちの川尻尋常小学校、現在の熊本市立川尻小学校）

## 出身者
- 木村政彦（柔道家）
- 庄蔵（水主・漂流民）